# Engel'ssky (huyện)
Huyện Engel'ssky (tiếng Nga: ? райо́н) là một huyện hành chính tự quản (raion), của Tỉnh Saratov, Nga. Huyện có diện tích 3178 km², dân số thời điểm ngày 1 tháng 1 năm 2000 là 45700 người. Trung tâm của huyện đóng ở Engel's.